# Dušan Plavšić stariji
Dušan Plavšić (Vinkovci, 22. travnja 1875. – Zagreb, 18. prosinca 1965.) bio je hrvatski financijski dužnosnik i glavni financijer hrvatske moderne. Bavio se bankarstvom i od toga dobro živio. Pretkraj života je bankrotirao. Pašanac je Silvija Strahimira Kranjčevića. Sestra Kranjčevićeve supruge Ele bila je Mila Kašaj.
Sin je uglednog dugogodišnjeg tajnika osječke Trgovačke i obrtničke komore. 
Bio je iz etablirane građanske obitelji grčko-istočne vjere. Kao student bio je dio ambiciozne mladeži koja je smatrala da je nužno promijeniti ozračje u hrvatskoj kulturi i čitavom društvu.
Kad je Kranjčevićeva supruga osjetila da ju zdravlje izdaje, a Kranjčević je već bio umro zamolila je sestru i kunjada da joj se skrbe za kćer Višnju, kod kojih je na kraju i ostala sve do udaje.
Na prijelazu stoljeća otišao je raditi u Sarajevu, zajedno s Ivom Pilarom u Privilegiranoj zemaljskoj banci za Bosnu i Hrcegovinu. Počeo je kao činovnik, a došao je do mjesta tajnika uprave. Od povratka u Zagreb 1906. ostvario je zavidnu karijeru u Prvoj hrvatskoj štedionici i Hrvatskoj zemaljskoj banci.
Bio je činovnik Prve hrvatske štedionice, zatim je bio ravnatelj zagrebačke podružnice velike osječke Zemaljske hrvatske-slavonske banke d.d. koja je preselila u Zagreb 1920. i pritom promijenila ime u Jugoslavenska banka. Zatim je bio direktor Balkanske banke. 
Politički je podupirao smjer hrvatsko-srpske koalicije i pripadao je udrugama koje su naginjale ideji južnoslavenske povezanosti. Bio je politički antipod Pilaru, s kojim je bio u korektnim odnosima i suradnji u Sociološkom društvu, gdje je obrazlagao o bankarskoj krizi kao dijelu gospodarskog kraha 1930. godine.
Kolovoza 1922. postao je pomoćnik ministra financija Kumanudija. Njegov rad pridonio je gospodarskom unazađenju Hrvatske. Poduzeo je sve za Hrvatskoj oduzeti pravo raspolagati devizama i za Hrvatskoj ograničiti slobodni uvoz roba iz prostora bivše Austro-Ugarske. 
Poslije 1927. bio je predsjednik burzovnog vijeća i upravnog odbora burzovnog vijeća Zagrebačke burze. U tom je razdoblju naglo usporio razvitak hrvatskog gospodarstva do te mjere da je Hrvatska počela zaostajati u odnosu na neke druge dijelove Kraljevine SHS. Zagrebačka je burza u potpunosti izgubila od ugleda i nekadašnje slave. 
Otac je Dušana Plavšića ml., koji je bio član hrvatske umjetničke skupine Travelera. Traveleri su se sastajali u kućici u vrtu Plavšićeve vile na Rokovom perivoju 9.

### Književni rad
Imao je strast ka književnosti, te je imao istaknuti položaj u Društvu hrvatskih književnika i njegovu listu Savremenik.
Dušan Nikolajev Plavšić kao mlad je bio jedan od književnika hrvatske moderne koji je književnom formom iskazivao stavove o potrebama promjena. Istakao se kao urednik i izdavač časopisa Mladost koji je izlazio u Beču, gdje je zajedno studirao pravo s Ivom Pilarom. S drugim se Hrvatima okupljao u Hrvatskom akademskom društvu Zvonimiru. Kad je došao u Sarajevo na prijelazu stoljeća, jeseni 1900. osnovan je Klub hrvatskih književnika u Sarajevu. Plavšić je sudjelovao u radu tog društva.